# Ottenhausen (Üchtelhausen)
Ottenhausen ist ein Gemeindeteil der Gemeinde Üchtelhausen im unterfränkischen Landkreis Schweinfurt in Bayern.

## Geographische Lage
Der Weiler Ottenhausen liegt in der Schweinfurter Rhön (Hesselbacher Waldland). Der Ort liegt 1,5 km östlich vom Gemeindeteil Hesselbach (Rathaus der Großgemeinde), 6 km nordöstlich von Üchtelhausen und 11 km nordöstlich von Schweinfurt. Ottenhausen liegt am Wollenbach, am oberen (nördlichen) Ende des Ottenhäuser Grundes, am 406 m hohen Grainberg.

## Geschichte
Die erste bekannte urkundliche Erwähnung des Ortes stammt aus dem Jahr 811. 1436/37 erhielt der Rat der Stadt vom Deutschen Orden für 18.000 Gulden die Burg auf der Peterstirn sowie das zugehörige Landgebiet mit den Dörfern Altstadt, Hilpersdorf, Zell und Weipoltshausen sowie den Höfen Deutschhof und Thomashof. Dazu gehörten auch die beiden Exklaven Ottenhausen und Weipoltsdorf.
Ottenhausen war ein Gemeindeteil der Gemeinde Hesselbach, diese wurde am 1. Januar 1972 im Rahmen der Gebietsreform in Bayern nach Üchtelhausen eingemeindet.

## Naherholung
Ottenhausen liegt abgeschieden und idyllisch in einem Schweinfurter Naherholungsgebiet. Vom Weiler führen Wanderwege in fast alle Richtungen. Hier endet auch der 5 km lange Ottenhäuser Grund, der mit einem (Rad)Wanderweg durch ein großes Waldgebiet südwärts ins Dorf Hausen führt. Oberhalb des Weilers liegt die nur zu Fuß erreichbare Tannenberghütte als Einkehrmöglichkeit für Wanderer.